# فندانغو

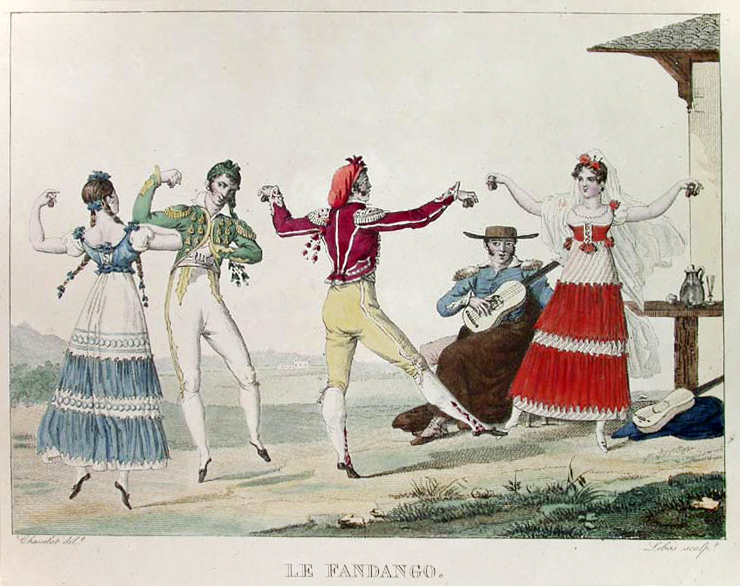
رقصة الفَندنغو : صورة للرسام الفرنسي بيير كاسيلات (1753 م - 1814 م)

الفَندنغو هي نوع من أنواع الرقص الشعبي والغناء الشعبي الإسباني المحبب جدًا في إسبانيا تتصف موسيقى الفَندنغو بالحيوية وهي مبنية على ميزورات موسيقية من القياس (3 لـ 8) أو (6 لـ 8)  أما رقصتها فهي من أنواع رقص الفلامنكو يتم رقصها بشكل ثنائي.
يُعزف موسيقى الفَندنغو باستعمال القيثارات والصنوج الخشبية  واأيدي للتصفيق والمقطوعة عادة ما تتألف من افتتاحية يتبعها تنويعات موسيقية، بنائها الموسيقي شبيه ببناء موسيقى الكانتيه والتي تتألف عادة من أربعة أو خمسة مقاطع ثمانية الصوت (أو جمل موسيقية)، وعادة ما يتم تكرار اللازمة من حين لآخر أما مدة ميزورها الموسيقي فهو مشابه للميزور المستخدم في البوليرو والسيغويدييا ذو القياس (6 لـ 8) ولاحقًا استُخدم القياس (3 لـ 8).

## أصول الفَندنغو
أصول الرقصة الإسبانية فَندنغو مجهولة، كما أن أصل الكلمة مجهول أيضا ولكن من المحتمل بأن أصول الكلمة برتغالية تعود إلى القرن السادس عشر الميلادي. مشتقة من الكلمة البرتغالية esfandangado والتي تحمل المعنى «أغنية شعبية».

أولى الكتب التي تحدثت عن ألحان الفَندنغو فهو الكتاب المجهول المؤلف والذي يحمل العنوان (بالإسبانية: Libro de diferentes cifras de guitarra)‏ المكتوب في 1705 م، أما أول ذكر لرقصة الفَندنغو فيعود إلى العام 1712 م حيث تم ذكرها في إحدى رسائل الراهب الإسباني مارتن مارتي.

في القرن الثامن عشر الميلادي كانت ألحان الفَندنغو واسعة الانتشار ليس فقط في إسبانيا وإنما أيضًا في معظم أوروبا وذلك لدى الطبقات الارستقراطية وتم استخدامها في موسيقى التونادياس والزارزويلاس والباليه والأوبرا.

وإن أكثر النظريات سيادية حول أصول الفَندنغو تعيد أصولها إلى الهنود الحمر أو أمريكا اللاتينة.

## الفَندنغو في الموسيقى الكلاسيكية
قام العديد من المؤلفين الموسيقيين الأوروبيين باستعمال الفَندنغو في معزوفاتهم ومؤلفاتهم ومن أوضح استعمالات الفَندنغو في الموسيقى الكلاسيكية:
- المقطع الموسيقي "Nouvelles suites de pièces de clavecin" من العمل الموسيقي "Les trois mains" للمؤلف الموسيقي جون فيليب راميو من 1729 م إلى 1730 م.
- العمل الموسيقي "Fandango portugués" للمؤلف الموسيقي دومينيكو سكارلاتي في العام 1756 م.
- المقطع الثاني لباليه "Don Juan" للمؤلف الموسيقي كرستوف ويليبالد غلوك في العام 1761 م.
- خاتمة العمل الأوبرالي "Le nozze di Figaro" الحركة الثالثة للمؤلف الموسيقي فولفغانغ أماديوس موتسارت في العام 1786 م.
- خاتمة الرباعية الوترية op.40 رقم.2 للمؤلف الموسيقي لويجي بوكهيريني في العام 1797 م.
- العمل الموسيقي "Capricho español" للمؤلف الموسيقي نيكولاي ريمسكي-كورساكوف في العام 1887 م.[5]
- العمل الموسيقي "Málaga, de la suite Iberia" للمؤلف الموسيقي إسحف ألبينيز من 1905 م إلى 1908 م.
- العمل الموسيقي "El Fandango del candil y Serenata del espectro, de la suite Goyescas" للمؤلف الموسيقي إنريكو جرانادوس من 1912 م إلى 1914 م.
- المقطع الموسيقي "Danza del molinero" من الباليه "El sombrero de tres picos" للمؤلف الموسيقي مانويل دي فالا في العام 1919 م.
- المقطع الموسيقي "Danza de los jóvenes" من الباليه "Sonatina" للمؤلف الموسيقي أرنستو هالفتير في العام 1928 م.
- العمل الموسيقي "Fandango para clavecín" للمؤلف الموسيقي أنتونيو سولير.

## الفَندنغو وتنويعاته
إن نموذج الفانداغو ذو القياس (3 لـ 4) والمعزوف على التنويعات (مي مايور - فا مايور - صول مايور - لا مينور)بالإضافة إلى الجمل الموسيقية ذي المقاطع الصوتية الثمانية (الوزن الثماني) واستخدام الصنوج في العزف هو أهم ما تم توثيقه عن الفَندنغو في القرن الثامن عشر الميلادي ولكن الفَندنغو تطور مع الأيام بحسب المناطق وبحسب البلدان ليصبح لدينا عدة تشكيلات للفَندنغو.

### الفَندنغو الإسباني
يمكن التمييز بين الأشكال التالية للفَندنغو الإسباني:
- الفَندنغو الكبير «فَندنغو غرانديس» ويتم الرقص عليه بشكل ثنائي تبدأ الرقصة بحركات بطيئة لا تلبث أن يتسارع إيقاعها تدريجيًا.
- الفَندنغو الصغير «فَندنغوييوس» وهي أكثر حيوية واستعراضا من الفَندنغو الكبير.
- فَندنغو الهويبا وفَندنغو المالاغا «فَندنغو دي هويبا» و«فَندنغو دي مالاغا» وهي تنويعات خاصة قام بتطويرها السكان بما يتلائم وأقاليمهم.
- فَندنغو المناطق الشمالية لإسبانيا كمنطقة أستورياس وإقليم الباسك وقشتالة حيث أن أدائهم للرقصة عادة ما يتصف بالهدوء.
- فَندنغو الأضواء وهي رقصة منتشرة في الفلبين اسمها بالفلبيني Pandanggo sa Ilaw يتم فيها استخدام القناديل والشموع بدلًا من الصنوج في أداء الرقصة حيث تقوم الراقصات بحمل القناديل بأيديهم وعلى رؤوسهم أثناء الرقص مما يتطلب قدرة كبيرة على التوازن وموازنة القناديل لكي لا تقع أو تنطفئ والسبب في انتشار الرقصة في الفلبين يعود إلى فترة التواجد الإسباني في الفلبين والذي امتد لأكثر من 300 سنة [6]

### الفَندنغو البرتغالي
الفَندنغو من الرقصات الشعبية الرئيسية في البرتغال. وإن تصميم رقصة الفَندنغو البرتغالي بسيط جدا: التصميم الأكثر رواجا هو قيام اثنان من الراقصين الذكور بالوقوف بشكل متواجه احدهما للآخر، ثم يبدأان بالرقص والنقر بالأقدام بشكل موحد ثم يستلم احدهما الرقص والنقر بالأقدام بينما يبقى الآخر متفرجا إلى أن يحين دوره وعندها يستلم الراقص الثاني الرقص والنقر بالأقدام بينما يبقى الأول متفرجا ويتم ذلك بشكل تنافسي إلى أن يتم الاعتراف لأحدهما بالتفوق على الآخر بسبب مرونته وبراعته في الحركة بالإضافة إلى قدرته على مجاراة الإيقاع بشكل متقن أكثر.

عادة يتم رقص الفَندنغو في البرتغال بين ذكرين ولكن يمكن أن يكون الرقص بين ذكر وأنثى إلا أنه نادرا ما يكون بين اثنتين من الإناث.